# 紅波利亞納 (盧甘斯克州)
48°14′42″N 39°6′13″E / 48.24500°N 39.10361°E
红波利亞納（羅馬化：Chervona Poliana）是位於烏克蘭東部的村莊，由盧甘斯克州羅韋尼基區的安特拉齊特市鎮負責管轄。該村處於盧漢奇克河畔，始建於1772年，面積11.9平方公里，海拔高度305米，2001年人口3,294。